# ۱۰۳۸ (قمری)
۱۰۳۸ (قمری)، هزار و سی و هشتمین سال در گاهشماری هجری قمری است. اول محرم این سال برابر با سی و یکم اوت سال ۱۶۲۸ میلادی است.

## درگذشتگان
- شاه عباس کبیر - پادشاه بزرگ ایران در دورهٔ صفویه

## وابسته
- شاه عباس یکم
- شیخ بهایی